# 国府村 (三重県)
国府村（こうむら）は三重県鈴鹿郡にあった村。現在の鈴鹿市の南西部、鈴鹿川の右岸、関西本線・井田川駅の南東一帯にあたる（駅自体は村域に含まない）。

## 地理
- 山岳：愛宕山
- 河川：鈴鹿川

## 歴史
- 1889年（明治22年）4月1日 - 町村制の施行により、国府村・平野村・八野村の区域をもって発足。
- 1942年（昭和17年）12月1日 - 庄野村・高津瀬村・牧田村・石薬師村・河芸郡白子町・神戸町・稲生村・飯野村・河曲村・一ノ宮村・箕田村・玉垣村・若松村と合併して鈴鹿市が発足。同日国府村廃止。